# Kostinskoje
Kostinskoje (ros. Костинское) – wieś w Rosji, w rejonie szeksnińkim obwodu wołogodzkiego. W 2010 r. liczyła 144 mieszkańców.